# La Houssaye
Houssaye – miejscowość i gmina we Francji, w regionie Normandia, w departamencie Eure.
Według danych na rok 1990 gminę zamieszkiwało 157 osób, a gęstość zaludnienia wynosiła 37 osób/km² (wśród 1421 gmin Górnej Normandii Houssaye plasuje się na 742 miejscu pod względem liczby ludności, natomiast pod względem powierzchni na miejscu 749).